# ZESCO
Pour l'équipe de football, voir ZESCO United Football Club.
Zambia Electricity Supply Corporation Limited (ZESCO) est un producteur et distributeur d'électricité appartenant à l'état en Zambie. Il est le plus grand fournisseur d'électricité de la Zambie produisant environ 80 % de l'électricité consommée dans le pays. ZESCO représente la Zambie dans le pool énergétique d'Afrique australe (Southern Africa Power Pool).

## Histoire
La ZESCO fut associé à la Banque mondiale à travers le programme Access to electricity for all pour l'électrification de 55.000 foyers en Zambie.
En mai 2013, la ZESCO signe avec la SNEL congolaise un partenariat de 3 milliards $ pour la construction d'une centrale électrique d'une capacité de production de 1 400 MW au Katanga. En septembre 2015, ZESCO annonce l'importation de 148 MW d'électricité depuis le Mozambique pour combler les manques internes.
En mai 2017, ZESCO annonce un budget de 502 millions $ pour l'achat en 2017 d'électricité à des producteurs indépendants dans le but de combler les manques énergétiques de l'entreprise. La compagnie d'électricité annonce en mai 2017 une augmentation de 75% de ses tarifs. Cette augmentation est appliquée en anticipation de la privatisation du secteur électrique national, avec l'arrivée prochaine de concurrents internationaux, et devrait permettre à ZESCO d'opérer sans dépendre des subventions de l'État. En juin 2017, le ministre de l'énergie zambien David Mabumba annonce un nouveau conseil d'administration pour ZESCO.
En août 2018, ZESCO signe avec la société malawienne ESCOM un contrat de cinq ans pour une centrale électrique de 20 MW.

## Réseau
La société possède sept centrales hydroélectriques d’une capacité cumulée de 2202 MW et une centrale thermique de 8 MW donnant d'une capacité totale installée de 2 210 MW à ZESCO. La société possède également des lignes de transmission et distribution d'énergie d’une longueur de 9 975 km.
- Centrale de la gorge de Kafue, 990 MW
- Centrale nord du barrage de Kariba, 1 080 MW (porté de 720 MW à 1 080 MW en 2014)
- Centrale des chutes Victoria, 108 MW
- Quatre centrales hydroélectriques plus petites : centrale de Lusiwasi (12 MW), des chutes Musonda (5 MW), des chutes de Chisimba (6 MW) et de Lunzua (750 kW). Celles-ci ne disposent généralement pas assez de réserve de stockage d'eau pour fonctionner pendant la saison sèche.

Le réseau national en Zambie ne s'étend qu'à certaines parties du pays. Par exemple, il se termine à 380 km de la zone Ikelenge autour Kalene Hill à l'extrême nord-ouest, et jusqu’en 2008, ZESCO n’avait aucun plan pour fournir de l’électricité à cette région éloignée. En réponse, certaines initiatives privées à petite échelle ont été mis en place tels que la centrale hydroélectrique de Zengamina d’une puissance de 700 kW. 
Le Conseil régulation de l'énergie encourage l'investissement privé dans la production d'hydroélectricité en raison du déficit d’électricité.

## Incidents
En juillet 2017, la présence d'un babouin dans la centrale de Livingstone provoque une panne d'électricité qui affecte 40.000 clients de ZESCO pendant 5 heures

## Sponsoring
ZESCO est le sponsor officiel du ZESCO United Football Club de Ndola.